# Jõhvi
Jõhvi (in tedesco Jewe) è una città dell'Estonia nordorientale, capoluogo della contea di Ida-Virumaa e del rispettivo comune rurale. Amministrativamente, tuttavia, non esistono distinzioni tra la città e il suo contado.

## Geografia fisica
Situata a 50 km dalla frontiera russa, la città si sviluppa lungo la Strada Europea E20, nel tratto che unisce Rakvere (distante circa 40 km) e Narva (a circa 25 km).

## Storia
La prima menzione della città come villaggio risale al 1241 in un libro danese, coi nomi di Gewi e Jewi. Nel XIII secolo si costruì nella cittadina una parrocchia. Nel 1938 Jõhvi ottenne lo status di città e nel 2005 la città si unì con la parrocchia.
Il più importante monumento in Jõhvi è la potente fortezza gotica costruita nel XIII secolo. Nel medioevo, era circondato da un fossato. Oggi, un museo per la chiesa della fortezza di Jõhvi è situato nelle cantine a volte.
Come un tipico centro commerciale, la città di Jõhvi crebbe attorno al mercato, il quale era attorniato da taverve, uffici postali, negozi, una locanda, banche e, dal 1895, una chiesa ortodossa russa. Tutte le strade dirigevano al centro della città, giusto in fronte all'ufficio postale.
Oggi, un simbolico segnale direzione il quale mostra le distanze per Roma a Mosca, e per tutte le città gemellate con Jõhvi, contraddistingue il posto.
Nel 1917, nel pieno del periodo rivoluzionario, Jõhvi venne riconosciuta come un comune e nel 1938 venne riconosciuta come città. Nello stesso periodo, con lo sviluppo dell'industria estrattiva delle scisti bituminose, la città crebbe in un centro metropolitano. Oggi 70.000 persone in totale vivono all'interno di una dozzina di chilometri dalla città.
Durante la Seconda guerra mondiale, il centro storico di Jõhvi venne seriamente danneggiato, gran parte della popolazione estone originaria fu deportata e sostituita da immigrati russi (russificazione). Dal ritorno dell'Estonia indipendente, la percentuale estone sta lentamente risalendo.
Nel 2005 la municipalità di Jõhvi è stata fusa con l'omonimo comune rurale.

## Società

### Etnie e minoranze straniere
L'etnia estone è leggermente minoritaria (45%) nella città, dove il 55% della popolazione è di etnia russa, composta principalmente di immigrati arrivati durante l'occupazione sovietica del Paese (1944-1991) e dai loro discendenti.
Agli estoni sfollati, fu fatto divieto dai sovietici di poter rientrare nelle loro case distrutte dopo l'ultima guerra. Case nuove furono costruite solo per accogliere immigrati di etnia russa. Questo fatto alterò la composizione etnica della città.

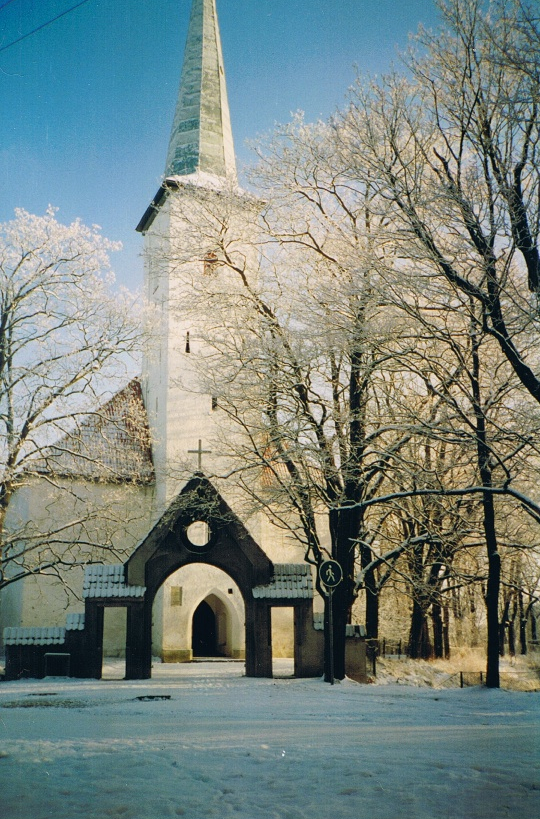
La chiesa parrocchiale di Jõhvi

## Economia
A Jõhvi ha sede la Audes, azienda elettronica.